# Olessja
Olessja (ukrainisch Олеся, russisch Олеся, englisch Olesia, Olesya) ist ein weiblicher Vorname.

## Bekannte Namensträgerinnen
- Olessja Petrowna Fedossejewa (* 1973), russische Biathletin
- Olessja Hudyma (* 1980), ukrainische Malerin, Journalistin und Schriftstellerin
- Olessja Anatoljewna Kurotschkina (* 1983), russische Fußballspielerin
- Olessja Powch (* 1987), ukrainische Sprinterin
- Olessja Wiktorowna Romassenko (* 1990), russische Kanutin

Siehe auch:
- Olesja